# Île de Saint-Martin-la-Garenne
L'île de Saint-Martin-la-Garenne est une île française, située sur la Seine dans la région Île-de-France. Elle appartient aux communes de Saint-Martin-la-Garenne et de Vétheuil.

## Description
Elle s'étend sur près de 3 km de longueur pour une largeur d'environ 220 m.

## Histoire
L'île appartient à la Région depuis 1993. Il s'agit d'une propriété régionale aménagée et gérée par l’Agence des espaces verts comme partie du domaine régional de la Boucle de Moisson. La plupart de l'île est loué à un agriculteur pour être cultivé en jachère dans le but d'y maintenir une végétation herbacée qui contribue à favoriser une faune et une flore riches et diversifiées.
À la suite de l'arrêté du 8 mars 2012, l'île a été entièrement intégrée dans le périmètre Natura 2000.
Claude Monet qui nomme l'île « île aux fleurs », y a peint son tableau Sentier dans les coquelicots en 1880.